# Hans Boresch
Hans Boresch (* 13. Januar 1890 in Berlin; † 27. Juni 1944 in Innsbruck) war ein deutscher Maler und Kupferstecher.

## Leben
Boresch studierte an den Kunstgewerbeschulen in Wien und Hamburg, außerdem an der Malschule Streblow in Berlin. Im Ersten Weltkrieg war er Soldat. 1920 kam er nach Innsbruck, wo er blieb.  Zunächst wohnte er am Bismarkplatz und siedelte im Laufe des Jahrzehnts auf die Hungerburg über, wo er im so genannten Wöhrlehaus neben der Kirche wohnte. Um 1925 siedelte  er in ein selbstgebautes Haus am Kandlerweg 8 über. Das Motiv des Blicks von der Hungerburg, des Blicks über den Inn und die Felsmotive des Hafelekars beschäftigten ihn sehr. 
Boresch war Professor am Realgymnasium in Innsbruck.
Sein künstlerisches Werk sind im Wesentlichen Kupferstiche von Landschaften, vornehmlich Gebiete aus Bozen und Meran, Kitzbühel, der Umgebung von Innsbruck, der Zugspitze, vom Bodensee und vom Rhein. Daneben gibt es Motive aus Venedig, wenige Personenbilder und Exlibris. Von Boresch sind etwa 87 Kupferstiche bekannt. Er ätzte, gravierte die Platten und druckte auch selbst. Die meisten seiner Stiche sind in der Platte monogrammiert und datiert. Sie stammen überwiegend aus den 1920er und 1930er Jahren.
In seinen frühen Kupferstichen erarbeitet Boresch seine Motive in einer dichten Strichführung und vertritt einen realistischen, mitunter leicht expressiven Stil. Aus dieser Zeit stammen die Stiche mit den Südtiroler und Rheinischen Motiven, aber auch Motive aus Nordtirol.
Später ändert Boresch seinen Stil. Seine Stiche werden eleganter und aufgelöster. Er schafft nun vor allem Darstellungen von Winterlandschaften. Aus dieser Zeit stammen Stiche mit Hochgebirgsmotiven und Ansichten aus der Kitzbüheler Gegend. 
Boreschs Drucke wurden in einer recht hohe Auflage gefertigt. Sein Werk hat deshalb auch eine große Verbreitung gefunden.
Bekannt sind Kontakte zu Tiroler Künstlern, unter anderem zu Alfons Walde und C H W Kühn.